# Lars Börgeling
Lars Börgeling (* 16. April 1979 in Neuss) ist ein ehemaliger deutscher Stabhochspringer. 
1997 gewann er die Europameisterschaft der Junioren in  Ljubljana, im Jahr darauf belegte er den zweiten Rang bei den Leichtathletik-Juniorenweltmeisterschaften in Annecy, und im Juli 2001 wurde er U23-Europameister in Amsterdam.
In seinem bis dahin erfolgreichsten Jahr 2002 wurde er Deutscher Meister, stellte am 27. Juli mit 5,85 m seine persönliche Bestleistung auf und gewann die Silbermedaille bei den Europameisterschaften in München.
2004 belegte er bei den Olympischen Spielen in Athen den 6. Platz, was für ihn eine Enttäuschung war, da er sich mehr erhofft hatte. Bei den Leichtathletik-Weltmeisterschaften 2005 in Helsinki schied er in der Qualifikation zum Finale ohne gültigen Versuch aus. 2006 wurde er in Ulm erneut Deutscher Meister, scheiterte aber bei den Europameisterschaften in Göteborg an der Anfangshöhe.
Lars Börgeling hatte zu seiner aktiven Zeit bei einer Größe von 1,92 m ein Wettkampfgewicht von 83 kg. Er startete für den TSV Bayer 04 Leverkusen und studiert Sport und Eventmanagement an der Business and Information Technology School Iserlohn.
2004 belegte er beim TV total Turmspringen im Synchronspringen mit Danny Ecker den ersten Platz. Im November 2005 trat Lars Börgeling beim TV total Turmspringen gegen Prominente wie Stefan Raab, Annabelle Mandeng, Bürger Lars Dietrich, Ben, Alexander Kaffl und Oli.P im Einzelspringen an. Mit Ecker als Partner gewann er das Synchronspringen. 2007 nahmen die beiden wieder teil und erreichten den zweiten Platz.
Im Jahr 2010 beendete er seine Karriere.